# Alpha Trianguli Australis
Alpha Trianguli Australis (α TrA, α Trianguli Australis) é a estrela mais brilhante da constelação de Triangulum Australe, com uma magnitude aparente de 1,92. É uma das três estrelas que formam o triângulo representado na constelação. Tem o nome tradicional Atria, que é uma mera contração de sua designação de Bayer. Aparece na bandeira do Brasil, simbolizando o estado do Rio Grande do Sul. Com base em medições de paralaxe, está localizada a aproximadamente 391 anos-luz (120 parsecs) da Terra.
Alpha Trianguli Australis é uma estrela massiva com uma classificação estelar de K2 IIb-IIIa, o que indica que, a uma idade de 48 milhões de anos, já passou pela sequência principal e apresenta características de uma estrela gigante e gigante luminosa. Tem uma massa de cerca de sete vezes a massa do Sol e um raio de 130 vezes o do Sol, equivalente a 60% do raio orbital da Terra. Sua atmosfera externa emite 5 500 vezes mais luminosidade que o Sol, a uma temperatura efetiva de 4 150 K, o que lhe dá o brilho alaranjado típico de estrelas de classe K.
Há indícios de que Alpha Trianguli Australis seja uma estrela binária. Ela apresenta características incomuns para uma estrela de sua classe, como erupções e uma alta emissão de raios X, as quais podem ser explicadas pela presença de uma estrela companheira magneticamente ativa com uma classificação estelar próxima a G0 V. Estrelas jovens de classe G têm uma alta temperatura na coroa e frequentemente sofrem erupções, causando um aumento breve na luminosidade. Tal estrela teria uma massa parecida à do Sol e um período orbital de pelo menos 130 anos, estando separada da estrela primária por 50 UA.